# Helter Skelter (Band)
Die Band Helter Skelter aus Haltern am See wurde im Herbst 2000 von Hagen Siems gegründet. Helter Skelter komponierte und spielte für die Ruhrolympiade 2004 den offiziellen Song, O.S.T. 3000. Im August 2008 gab die Band ihre Auflösung bekannt.

## Diskografie

### Alben
- For Play (2003)

### EPs
- O.S.T. 3000 | Caroline EP (2004)
- Football Songs / I Believe I'm Believing EP (2006)

### Samplerbeiträge
- Rock Peace Solidarity / Song: Free As A Bird (2001)
- fairrockt Sampler 2003 / Songs: Dreamstealer, It's Only Rock'n'Roll (2003)
- rhythm against fascism (VHS) / Songs: The World Will Never Change, Summerdays Go By (2003)
- Rockbüro Haltern Sampler 6 / Song: On And On (2005)

### Demos
- Itchin' In The Kitchen (2001)
- RELY 2002 - Helter Skelter unplugged (2 SVCD) (2003)
- Helter Skelter (2007)